# Пётр II из Швамберка
Пётр II из Швамберка (чеш. Petr II. ze Švamberka; 1577/81 — 24 сентября 1620, Прага, Чешское королевство) — чешский политический деятель из знатного рода, третий по богатству дворянин в королевстве. Поддержал антигабсбургское восстание 1618 года, стал членом Директории. Умер накануне поражения.

## Биография
Пётр из Швамберка родился в 1577 или 1581 году и стал вторым сыном Яна Йиржи из Швамберка и его жены Элишки из Донина. Он учился в Тюбингенском университете, затем совершил путешествие во Францию. После смерти в 1602 году старшего брата Яна Эразма Пётр стал наследником семейных владений. Получив их в 1617 году, после смерти отца, он стал одним из трёх богатейших дворян Чехии. Пётр занимал должность гетмана Пльзеньского края в 1605—1606, 1607—1608, 1611—1612, 1615—1616, гетмана Бехинского края в 1616—1617 годах, постепенно выдвинулся в лидеры лютеранской оппозиции Габсбургам. Он поддержал восстание сословий в 1618 году, был включён в состав нового правительства — Директории, состоявшей из тридцати человек. При Фридрихе Пфальцском занимал должность высочайшего придворного судьи (1619—1620).
Петр умер 24 сентября 1620 года в Праге и был похоронен в часовне святого Фомы в соборе Святого Вита. Позже его тело передали родственникам для похорон в другом месте.
С 18 го сентября 1605 года Пётр из Швамберка был женат на Анне Максимилиане, дочери Вилема из Опперсдорфа и Дубы и Сусанны из Хардека. В этом браке родились:
- Йржи Вилем (умер в 1635);
- Ян Эразм (умер в 1630);
- Ян Вилем (умер в 1630);
- Йиржи Бедржих (умер в 1630);
- Анна Дорота (умерла в 1630);
- Сусанна Эльжбета (умерла в 1630);
- Анна София (умерла в 1630);
- дочь (1620 — ?);
- Мария Катержина (1621—1664), жена Варфоломея из Жеротина.

После смерти Петра II его вдова вышла за Ладислава Велена из Жеротина.